# Puente (instrumento musical)

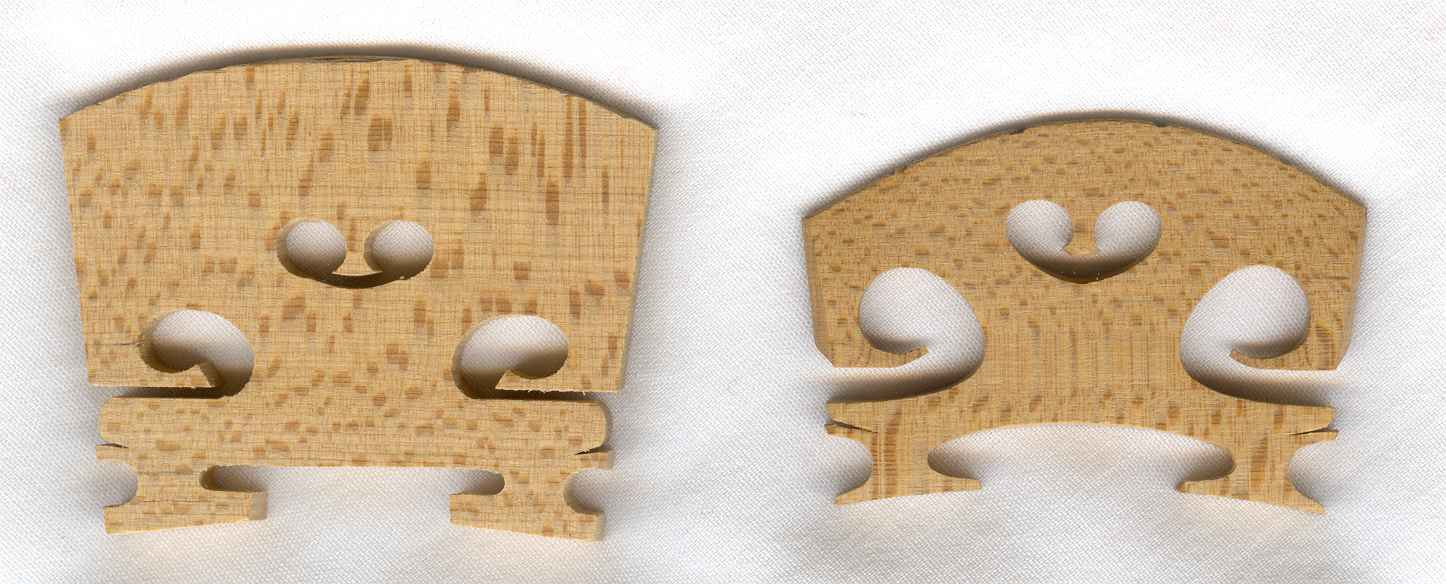
Puente de violín en preparación y terminado.

Un puente es la parte de un instrumento musical de cuerdas que sostiene dichas cuerdas y transmite su vibración hacia algún otro componente estructural del instrumento de manera que se transfiere el sonido al aire con mayor eficacia.

## Explicación
La mayoría de los instrumentos de cuerda producen sonido mediante la aplicación de energía a las cuerdas para ponerlas en movimiento vibratorio. Sin embargo las cuerdas por sí mismas, producen un sonido débil porque al vibrar solo desplazan un volumen muy pequeño de aire. Por lo tanto, es necesario que el sonido de las cuerdas tenga algún acoplamiento de impedancia con el aire que las rodea para transmitir sus vibraciones a una superficie con mayor área capaz de desplazar grandes volúmenes de aire (y con ello producir sonidos más fuertes). El dispositivo utilizado para ello es el puente, que permite a las cuerdas vibrar con libertad, y a la vez conduce estas vibraciones eficientemente hacia la superficie de mayor área (generalmente llamada tapa armónica).

## Ubicación
Por lo general, el puente se coloca perpendicular a las cuerdas y la superficie de mayor área (las cuales son aproximadamente paralelas entre sí) con la tensión de las cuerdas presionando sobre el puente y por lo tanto sobre la superficie de mayor área debajo del puente. Esta superficie de gran área posee una mejor respuesta acústica y puede estar acoplada a una caja de resonancia — que es una caja como el cuerpo de la guitarra o del violín — que ayuda a amplificar el sonido. Dependiendo del tipo de instrumento de cuerdas, la superficie resonante sobre la que se asienta el puente puede estar construida de madera, como la tapa superior (armónica) de una guitarra o violín; de piel de ternero o plástico, como la del banjo; de metal, como en ciertos tipos de instrumentos con trastes; o de cualquier otro material que vibre en forma acoplada junto con las cuerdas.

## Construcción
Los puentes pueden consistir en una única pieza, por lo general de madera, que se ubica entre las cuerdas y la superficie resonante. Alternativamente, un puente puede estar formado por varias piezas. Un diseño muy difundido es un puente que posee una superficie de soporte sobre la que apoyan las cuerdas, que se llama «montura». Ésta por lo general es de un material más duro que el del puente, tal como hueso, marfil, plástico de alta densidad, o metal. Otros tipos de puentes de varias piezas se utilizan en instrumentos que tienen tapa armónica curva en vez de plana. Instrumentos de este tipo, tales como guitarras y mandolinas de tapas curvas, por lo general poseen un puente que se compone de una base y una montura separable que es ajustable en altura.

## Operación

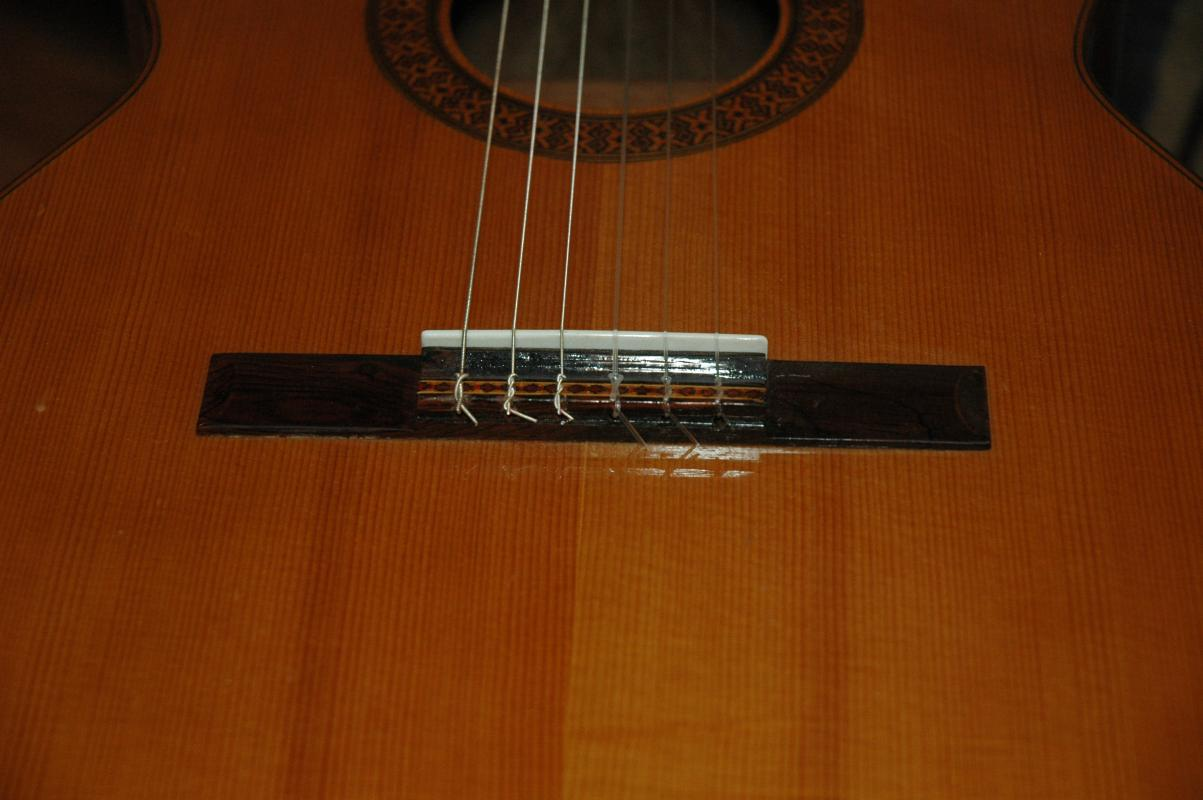
Este puente fijo de guitarra no solo eleva las cuerdas por sobre la tapa armónica, sino que también es su punto de fijación al instrumento.

El puente debe transferir la vibración a la tapa armónica u otra superficie amplificadora. Cuando las cuerdas se ponen en movimiento, el puente transmite la vibración al flexionarse en un sentido y en el otro en la dirección de la cuerda, a una frecuencia que es el doble de la frecuencia de vibración de la cuerda. Esto hace que la tapa armónica vibre a la misma frecuencia que la cuerda produciendo un movimiento de onda y un sonido audible.
Los puentes son diseñados para mantener las cuerdas a una altura adecuada por encima del diapasón del instrumento. La altura ideal del puente es aquella que genera un ángulo en la cuerda tal que produce suficiente fuerza hacia abajo para desplazar la tapa pero que a la vez ubica a las cuerdas lo suficientemente próximas al diapasón para facilitar el pisado de las cuerdas. Existen puentes de altura fija y otros de altura regulable.
Además de sostener a las cuerdas y transmitir sus vibraciones, el puente también controla el espaciamiento entre las cuerdas. Esto se logra mediante pequeñas hendiduras cortadas en el puente o su montura. Las cuerdas se asientan en estas hendiduras y de esta manera son retenidas en cuanto a su posición lateral. La cejilla o puente superior, que se sitúa en el otro extremo del instrumento (típicamente donde el clavijero que aloja las clavijas de afinación se conecta con el diapasón), cumple una función similar de mantener el espaciamiento de cuerdas en el otro extremo.

## Puente de guitarra eléctrica
Los puentes de guitarra eléctrica se dividen en dos grupos principales: vibrato y no vibrato. Los puentes de tipo vibrato tienen una palanca que se proyecta desde debajo del punto de fijación de la cuerda. El ejecutante puede usarla para modificar la tensión de las cuerdas, y por lo tanto la altura del sonido.
Los puentes de tipo no vibrato proveen un punto de fijación para las cuerdas, pero no poseen un sistema de control activo sobre la tensión de la cuerda o la altura.
Existe una variedad de puentes vibrato que poseen una cola extendida o larga. Estas guitarras tienen un sonido con mayor reverberación, producido por la resonancia de las cuerdas en la parte posterior del puente. La guitarra Fender Jaguar es un ejemplo famoso de este tipo de instrumento. La reverberación puede ser molesta si lo que se busca es un sonido limpio.
Si bien todos los puentes tienen sus ventajas, por lo general los puentes no vibrato proveen mayor estabilidad del afinado y un buen contacto entre el cuerpo de la guitarra y las cuerdas.